# 五力
五力（ごりき、巴: pañca balāni, パンチャ・バラーニ）とは、仏教における修行内容の1つ。修行者を悟り・解脱に至らしめる5種の力。「三十七道品」の中の1つ。

## 内容
五力の内容は以下の通り
- 信（信仰）（巴: saddhā、梵: śaraddhā）
- 精進（努力）（巴: viriya、梵: virya）
- 念（憶念）（巴: sati、梵: smṛti）
- 定（禅定）（巴: 梵: samādhi）
- 慧（知慧）（巴: pañña、梵: prajñā）